# Alumot
Alumot (hebrejsky אֲלֻמּוֹת, doslova "Snopy", anglicky Alumot, v oficiálním seznamu sídel Alummot) je vesnice typu kibuc v Izraeli, v Severním distriktu, v Oblastní radě Emek ha-Jarden.

## Geografie
Leží v Dolní Galileji v nadmořské výšce 11 metrů pod mořskou hladinou na hřbetu Ramat Porija, který východním směrem prudce spadá k břehům Galilejského jezera a výtoku řeky Jordán z tohoto jezera, na západní straně klesá o něco volněji do údolí Bik'at Javne'el podél vodního toku Nachal Javne'el, který pak údolí opouští soutěskou jižně od vesnice a směřuje k řece Jordán. Jde o oblast s intenzivním zemědělstvím.
Vesnice se nachází cca 9 kilometrů jižně od města Tiberias, cca 100 kilometrů severovýchodně od centra Tel Avivu a cca 53 kilometrů východně od centra Haify. Alumot obývají Židé, přičemž osídlení v tomto regionu je ryze židovské.
Alumot je na dopravní síť napojen pomocí lokální silnice číslo 767, která vede dolů ke Galilejskému jezeru, kde ústí do dálnice číslo 90, a také směrem k západu, kde se v Kfar Tavor napojuje na komunikační síť ve vnitrozemí Dolní Galileji.

## Dějiny
Alumot byl založen v roce 1941. Zakladatelská skupina osadníků vznikla už v roce 1936 z řad absolventů kurzů v Ben Šemen a pak se provizorně usadila poblíž osady Zichron Ja'akov, aby roku 1941 založila vlastní zemědělskou vesnici v tomto regionu (v prostoru nynější nedaleké vesnice Porija Ilit) a roku 1946 se definitivně přestěhovala do nynější lokality. Zpočátku čelila osada ekonomickým potížím kvůli nedostatku zemědělské půdy a odchodu mladých členů kibucu. Mezi zakladatele vesnice patřil i pozdější izraelský předseda vlády a prezident Šimon Peres.
Během války za nezávislost v roce 1948 68 členů kibucu nastoupilo do vojenské služby. Devět z nich ve válce padlo. Po válce se z těchto vojáků vrátili zpátky do Alumot jen čtyři. Potom sice vesnici posílil příchod nových osadnických skupin, ale roku 1968 byl kibuc kvůli sociálním potížím opuštěn. Znovu byl osídlen roku 1969, tentokrát skupinami členů organizace Ha-Noar ha-Oved ve-ha-Lomed z řad rodilých Izraelců a židovských přistěhovalců z Argentiny.
Ekonomika obce je založena na zemědělství a turistickém ruchu. Funguje tu zdravotní středisko, veřejná knihovna, plavecký bazén a sportovní areály

## Demografie
Obyvatelstvo kibucu Alumot je sekulární. Podle údajů z roku 2014 tvořili naprostou většinu obyvatel v kibucu Alumot Židé (včetně statistické kategorie "ostatní", která zahrnuje nearabské obyvatele židovského původu ale bez formální příslušnosti k židovskému náboženství).
Jde o menší sídlo vesnického typu s dlouhodobě stagnující populací. K 31. prosinci 2014 zde žilo 284 lidí. Během roku 2014 populace stoupla o 12,3 %.
| Rok            | 1948 | 1961 | 1972 | 1983 | 1995 | 2001 | 2003 | 2004 | 2005 | 2006 | 2007 | 2008 | 2009 | 2010 | 2011 | 2012 | 2013 | 2014 |
| -------------- | ---- | ---- | ---- | ---- | ---- | ---- | ---- | ---- | ---- | ---- | ---- | ---- | ---- | ---- | ---- | ---- | ---- | ---- |
| Počet obyvatel | 171  | 156  | 76   | 190  | 248  | 256  | 246  | 251  | 258  | 241  | 238  | 229  | 213  | 226  | 215  | 243  | 253  | 284  |